# Вечорек, Юзеф
Юзеф Вечорек (пол. Józef Wieczorek; 10 сентября 1893,  Заверце ‒ 7 июля 1944), Освенцим) — деятель польского рабочего движения. Псевдоним ‒ Рышард.

## Биография

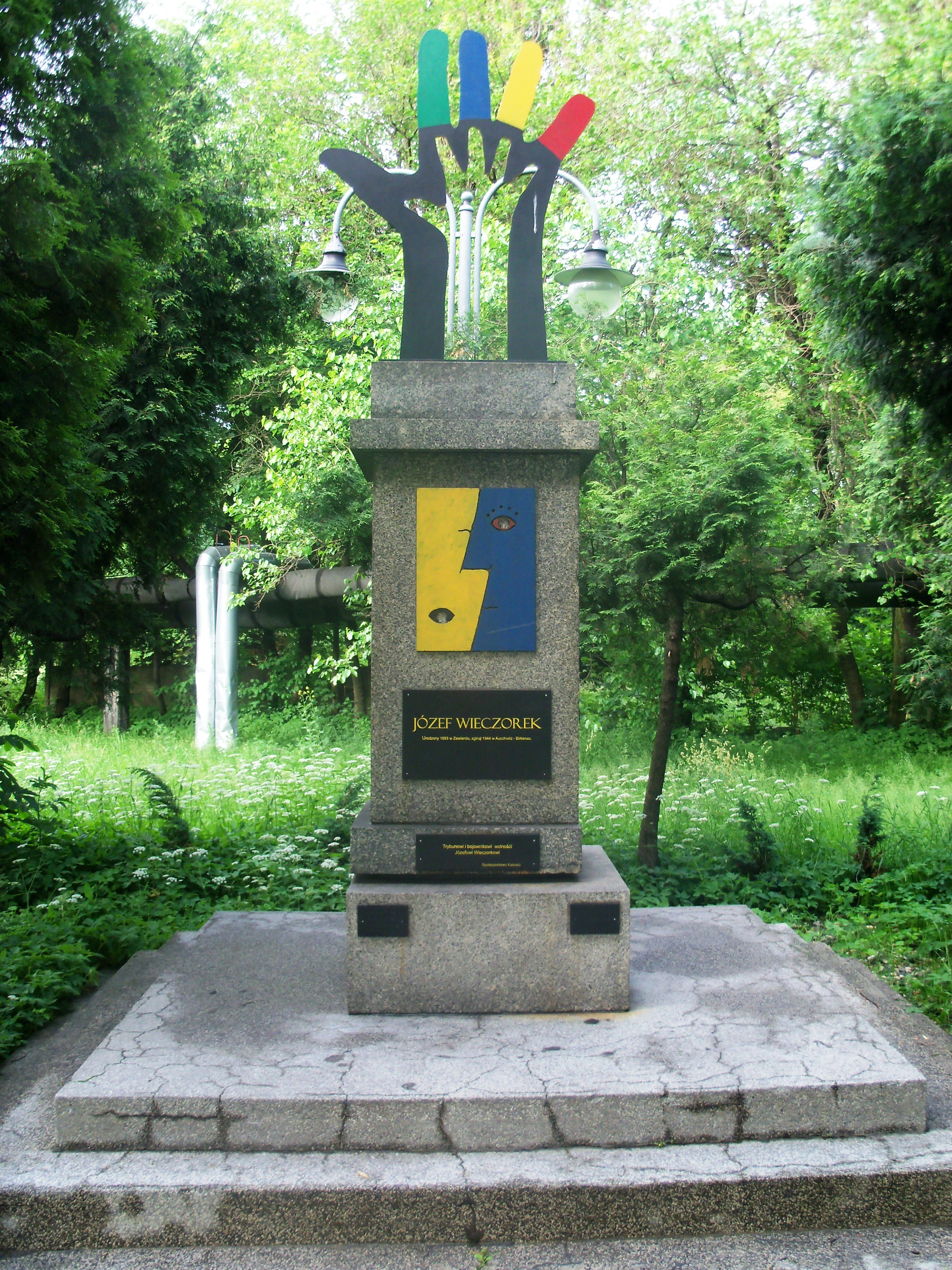
Памятник Ю. Вечорке в Катовице

Юзеф Вечорек родился в рабочей семье Мартина и Франтишки, урождённой Кнапик. Детство провел в Липинах. В 14 лет он начал работать шахтером на шахте «Гиеше» — нынешней шахте «Вечорек», жил в Гишовце.
В 1920‒1921 годах — один из руководителей компартии Верхней Силезии, участник Силезского восстания 1921 года. С 1921 года — член компартии Польши.
Под его руководством в октябре 1923 года был создан Центральный комитет действия Верхней Силезии (так называемый «Комитет 21»), состоявший из представителей 46 шахт и заводов Верхней Силезии. В 1930 году был депутатом силезского парламента.
В 1933 ‒ 1939 годах неоднократно подвергался арестам. В 1939‒1942 годах находился в СССР. В 1941 году был направлен в партийную школу при Исполкоме Коминтерна в подмосковном Пушкине и стал членом Инициативной группы Польской рабочей партии (ППР).
В 1942 году возвратился в Польшу; являлся членом ЦК ППР, секретарём окружного комитета ППР в Силезии. В августе 1943 года был арестован в Тшебине немецкими оккупантами. Отправлен в концлагерь Освенцим, где умер 7 июля 1944 года.

## Память и награды
- Орден «Крест Грюнвальда»